# Praznik čiščenja grobov
Praznik čiščenja grobov (清明節/清明节; pinyin: Qīngmíng jié), ki je znan tudi kot praznik čiste svetlobe in kitajski dan spomina na mrtve, je kitajski tradicionalni praznik, ki ga v Ljudski republiki Kitajski obeležujejo s tremi dela prostimi dnevi. Praznovanje se začne 4. ali 5. aprila in se nato nadaljuje še dva dni. Po kitajskem lunisolarnem koledarju lunisolarnem koledarju ta dan simbolizira prvi dan petega izmed 24 sončnih obdobij, ki se imenuje qingming (清明; pinyin: qīngmíng) ter naznanja dvig temperatur in povečanje padavin. Praznik je poleg spominjanja prednikov povezan še s kmetijstvom, saj na Kitajskem predstavlja prvi dan pomladi in s tem dela na polju.

## Izvor
O izvoru kitajskega praznika čiščenja grobov obstajata dve legendi. Prva se nanaša na praznik mrzle hrane (寒食節/寒食节; pinyin: Hánshí jié), ki je v času dinastij Song (960-1279) in Yuan (1271-1368) postopoma izgubil samostojnost in postal le del praznika čiščenja grobov. Legenda govori, da naj bi v obdobju Pomladi in jeseni (771-476) živel zvest uradnik Jie Zitui (介子推). Skrbel je za vojvoda Wena države Jin (晉文公/晋文公), ki je svoje otroštvo zaradi lastne varnosti moral preživljati v izgnanstvu. Nekoč ko sta bila že dolgo brez hrane, je Jie Zitui odšel v skrit kotiček in si odrezal del lastnega stegna, s katerim je nato nahranil svojega varovanca. Ko je vojvoda izvedel, kaj je storil, mu je obljubil veliko nagrado. Vojvoda Wen je kasneje zavladal državi Jin in iz neznanega razloga pozabil na obljubljeno nagrado, Jie Zitui pa se je upokojil in skupaj s svojo mamo odšel živet na neko odmaknjeno goro. Vojvoda se je čez nekaj let spomnil svojega zvestega služabnika. Sramoval se je, ker mu je pozabil dodeliti nagrado, zato je poslal nekaj odposlancev, da bi našli Jie Zituia. Ker so se le-ti na dvor vrnili brez uspeha, se je vladar odločil poslušati nasvet svojih ministrov in dal zanetiti požar na gori, kjer je prebival Jie Zitui. Prepričan je bil namreč, da bo Jie Zitui zaradi ognja moral priti iz svojega skrivališča. Vendar je to povzročilo le, da sta Jie Zitui in njegovova mama v požaru umrla. Vojvoda je nato ukazal, da odslej na ta dan nihče ne sme netiti ognja, kar je pomenilo, da se je jedlo le mrzlo hrano. Dan se je posledično imenoval praznik mrzle hrane, ki mu je takoj naslednji dan sledil praznik čiščenja grobov.
Druga legenda govori o Liu Bangu (劉邦/刘邦), ki je bolje poznan kot prvi cesar dinastije Han (206 pr. n. št. - 220 n. št.). Zaradi vojskovanja je bil veliko let zdoma. Ko se je končno vrnil domov, se je hotel pokloniti pokojnemu očetu in mami, vendar ni mogel najti njunega groba. Liu Bang je užaloščen vzel v roke list papirja in ga raztrgal na drobne koščke, nato je v molitvi poprosil duši svojih staršev, naj zapiha veter in lističe odnese na vrh njunega groba. Veter je v odgovor zares zapihal in Liu Bang je našel grob svojih staršev. Od takrat dalje je za grob skrbno skrbel, da je bil čist in urejen ter da se ni razrasel plevel. V spomin na čudež je vsako leto na ta dan opravil obred darovanja prednikom (祭祖; pinyin: jìzǔ). Sčasoma so ga začeli posnemati še drugi ljudje in na ta dan darovali prednikom ter grobove krasili s koščki papirja.
Zgodovinsko praznik izvira iz ekstravagantnih in nepredstavljivo dragih obredov, ki so jih cesarji, pomembnejši uradniki in veleposestniki izvajali na grobovih svojih prednikov. V okviru obredov so svoje prednike prosili za uspešnost države, mir in dobro letino. Cesar Xuanzong je leta 732 v obdobju dinastije Tang to potratnost omejil na en dan. Uradni obredi so se lahko izvajali le še na prvi dan petega sončnega obdobja imenovanega qingming. Ta dan je spoštoval tako višji sloj, kot tudi navadni ljudje.

## Navade in običaji

#### Urejanje groba in darovanje prednikom
Urejanje groba in njegove okolice je najpomembnejše opravilo na dan praznika. Najprej s površine groba odstranijo plevel in obrišejo nagrobnik. Če je potrebno, opravijo še manjša popravila groba. Nato grob prekrijejo s plastjo sveže zemlje in na vrh položijo vrbine veje, sveže ali umetne rože in ponekod petbarvni papir, ki ga obtežijo s sprijetimi koščki zemlje ali manjšimi kamni, kar spominja na legendo o Liu Bangu in kaže na to, da grob ni zapuščen. Nekatere družine v bližini posadijo tudi vrbova drevesa.
Ko je grob urejen, se začne obred darovanja prednikom. Pred grob namestijo kadilne palčke, ki jih nato prižgejo. Darujejo hrano, ki jo je pokojnik imel najraje, in papirnat denar (金紙/金纸; pinyin: jīnzhǐ). Le-ta se žge, medtem ko se družinski člani poklonijo svojim prednikom.

#### Vrbove veje
V času okoli praznika čiščenja grobov nekateri ljudje s seboj nosijo mehke vrbine veje, nameščajo pa jih tudi na ograje in vhodna vrata, kar naj bi jih obvarovalo pred zlemi duhovi. Verovanje v nadnaravne sposobnosti vrbinih vej izvira iz budizma. Bodhisattva Guanyin, ki je na Kitajskem zelo priljubljena, je večkrat upodobljena skupaj z vazo vrbovih vej, s čimer naj bi odganjala demone.

#### Spomladanski izlet
Nekatere družine imajo po obredu darovanja prednikom v okolici groba piknik ali pa se odpravijo na spomladanski izlet. Praznik čiščenja grobov je zaradi tega znan tudi kot praznik pohajanja v zelenju (踏青節/踏青节; pinyin: Tàqīngjié). Na tem krajšem izletu, naj bi ljudje uživali v spomladanskem cvetenju dreves in rož, kar simbolizira začetek obdobja, ko se dvignejo temperature in bodo ljudje več svojega časa preživeli na prostem. Praznik torej naznanja tudi prihod pomladi.

#### Spuščanje papirnatih zmajev
Spuščanje papirnatih zmajev je priljubljena aktivnost v času praznika čiščenja grobov. Spuščajo jih tako čez dan kot tudi na večer. Zvečer na papirnate zmaje in vrvice, s katerimi jih nadzorujejo, privežejo majne lampijončke. Ko zmaje spuščajo čez dan, pa jim med letom prerežejo vrvico in jih spustijo, da prosto jadrajo. To naj bi posamezniku, ki je vrvico prerezal, prineslo srečo in ga ozdravilo bolezni.

#### Hrana
Iz spoštovanja tradicije praznika mrzle hrane ljudje ponekod še danes na ta dan ne jedo tople, sveže pripravljene hrane. Večinoma tradicionalne jedi značilne za praznik čiščenja grobov pripravijo en ali dva dni prej. Pomemben del pa predstavlja tudi najljubša hrana posameznega pokojnika, ki se ga njegova družina spominja. Na praznik se tradicionalno je sladke zelene riževe kroglice (青團/青团; pinyin: qīngtuán), torto qingming (撒子; pinyin: sāzi ali 寒具; pinyin: hánjù), polže na qingmingški način in kašo z listi breskve.

#### Moderni trendi
Zaradi razširjenosti kitajske kulture po svetu, so si posamezne navade med seboj zelo različne. Kljub temu da je vse bolj priljubljeno upepeljevanje pokojnikov, družine ohranjajo tradicijo. Daritve opravljajo kar na domačih oltarčkih prednikov in polagajo vence na kapelice raznih božanstev.
Ker morajo nekatere družine pripotovati od zelo daleč, da lahko opravijo obred čiščenja grobov prednikov, nekateri obrede opravijo pred ali po dejanskem prazniku čiščenja grobov. Včasih pa obreda niti ne izvede cela družina, temveč samo nekaj sorodnikov, ki simbolično predstavljajo še ostale člane družine.
Moderni trendi se odražajo tudi na značilnem obrednem papirju, ki se žge v času darovanja prednikom. Ta ne simbolizira več le denarja, temveč tudi luksuzne avtomobili, elektronske izdelke (mobiteli, računalniki, televizije itd.) in celo ekstravagantne vile. Uveljavila pa se je tudi okolju prijaznejša navada žganja posebnih papirnatih bančnih kartic kot tudi virtualno žganje denarja na spletu.

## Praznik čiščenja grobov v umetnosti in popularni kulturi

### Umetnost
- Zhang Zeduan (張擇端/张择端): zvitek Ob reku v času praznika čiščenja grobov (清明上河圖/清明上河图; pinyin: Qīngmíng shànghé tú)

### Filmi
Kubo and the Two Strings